# Петрушин, Николай Васильевич
Николай Васильевич Петрушин (15.02.1903, г. Ярцево, Смоленская губерния, Российская империя — 28.04.1973, СССР) — советский военачальник, генерал-майор танковых войск (02.11.1944).

## Биография
Родился 1908 году в городе Ярцево, ныне Смоленской области России. Русский.
В 1922 году добровольно поступает на службу в РККА. После окончания военной школы служит командиром: взвода, роты, 180-го учебного танкового батальона 23-й легкотанковой бригады. Член ВКП(б) с 1928 года.
В сентябре I939 года в составе 23-й лтб входившей в состав составе Украинского фронта участвовал в походе на Западную Украину и Северную Буковину.
В июле 1940 года назначен командиром танкового батальона 23-го танкового полка 12-й танковой дивизии в городе Дрогобыч.
С началом Великой Отечественной войны служит начальником штаба 37-го танкового полка 19-й танковой дивизии. Дивизия участвовала в битве за Дубно — Луцк — Броды, была почти полностью уничтожена. В ночь с 22 на 23 июня дивизия совершила 50 км рейд в район Луцка. Из 163 танков, находящихся в расположение дивизии, было потеряно 118 из-за работы люфтваффе и технических неисправностей. В ночь на 24 июня была предпринята ещё одна попытка остановить противника на шоссе Войница-Луцк. Имея в составе сводный полк из оставшихся 45-ти лёгких танков Т-26 и 12 бронемашин, дивизия пришла на поддержку к 135-й стрелковой дивизии и атаковала 14-ю немецкую танковую дивизию в районе села Войница и потеснила её. Однако в 17-18 часов противник контратаковал 135-ю стрелковую и 19-ю танковую дивизии, нанеся удар по их левому флангу. В ходе двухчасового боя потеряв большую часть танков 19-я танковая начала отходить к Ровно. В бою погиб командир корпуса генерал-майор С. М. Кондрусев, ранены командир дивизии К. А. Семенченко и все командиры полков.
С начала сентября 1941 года майор Петрушин начальник штаба танкового полка 129-й танковой бригады. 15 сентября 1941 года бригада введена в состав конно-механизированной группы генерал-майора П. А. Белова. 29 сентября 1941 года переподчинена 21-й армии Юго-Западного фронта. 16 октября 1941 года выведена в резерв Юго-Западного фронта в Воронеж на доукомплектование. 4 декабря 1941 года после доукомплектования введена в состав подвижной группы генерал-майора В. Д. Крючёнкина и участвовала в Елецкой операции. 4 января 1942 года выведена в резерв 13-й армии на пополнение. С 4 по 8 января 1942 года бригада восстанавливала матчасть, а с 8 января по 1 февраля 1942 года вела оборонительные бои в составе 143-й сд на реке Кшень в районе города Ливны, затем юго-западнее Ливен.
С 12 апреля 1942 года Петрушин начальник штаба 129-й танковой бригады 13-й армии. В июне—июле 1942 года бригада участвовала в Воронежско-Ворошиловградской оборонительной операции.
С 9 августа 1942 года подполковник (с 29.10.1942 — полковник) Петрушин командир 129-й танковой бригады, участвует в начале 1943 года — в Воронежско-Касторненской наступательной операции, летом 1943 года — в сражении на Курской дуге и освобождении Левобережной Украины. В ходе наступления бригада в составе 60-й армии освобождала 30 августа Глухов, 6 сентября — Конотоп, 9 сентября совместно с 13-й армией — Бахмач, 15 сентября — Нежин, 21 сентября — Чернигов.
6 октября 1943 года бригада в составе 60 А была передана Воронежскому фронту, а с ноября 1943 по апрель 1944 года была подчинена 1-му Украинскому фронту, в составе которого принимала участие в Киевской наступательной, Киевской оборонительной, Житомирско-Бердичевской операциях. 4 января 1944 год бригада выведена в резерв Стаки ВГК в город Чугуев.
В августе 1944 года назначен заместителем командира по строевой части 16-го танкового корпуса (Приказом НКО № 0376с от 20 ноября 1944 года был преобразован в 12-й гвардейский танковый корпус). Войска корпуса в составе 8-й гвардейской армии форсировали Вислу (южнее Варшавы) и овладели магнушевским плацдармом. Оборона плацдарма продолжалась до середины января 1945 года.
С января 1945 года генерал-майор Петрушин командующий бронетанковыми и механизированными войсками 70-й армии. Участвует в Восточно-Прусской наступательной операции армия, наступая с сероцкого плацдарма, прорвала оборону противника, после чего освободила город Модлин. С февраля по март армия принимала участие в ходе Восточно-Померанской наступательной операции, в ходе которой принимала участие в ходе освобождения города Данциг (ныне город Гданьск, Польша). Во время Берлинской наступательной операции армия действовала в составе главной ударной группировки 2-го Белорусского фронта по направлению на Нойбранденбург и Висмар. После форсирования Одера армия разгромила штеттинскую группировку противника, после чего освободила города Росток и Тетеров, выйдя к 3 мая на побережье Балтийского моря в районе Висмара.
За время войны Петрушин был 11 раз персонально упомянут в благодарственных в приказах Верховного Главнокомандующего.
После войны генерал-майор Петрушин продолжил службу на различных должностях в танковых войсках.
С июля 1955 года по август 1960 года начальник Омского танко-технического училища.
Умер в 1973 году. Похоронен на Старо-Северном кладбище.

## Награды
- орден Ленина (1947[4])
- пять орденов Красного Знамени (04.01.1942[5], 23.08.1944[6], 03.11.1944[4], 06.06.1945[7], 1952[4])
- два ордена Суворова II степени (08.02.1943[8][9], 23.09.1943[10])
- орден Кутузова II степени (10.04.1945[11])
- орден Отечественной войны I степени (14.07.1943[12])
  - Медали СССР в.т.ч.:
  - «За оборону Москвы»
  - «За Победу над Германией в Великой Отечественной войне 1941—1945 гг.»
  - «За взятие Кенигсберга»

Приказы (благодарности) Верховного Главнокомандующего в которых отмечен Н. В. Петрушин
- За овладение штурмом областным центром Украины городом Чернигов — важнейшим опорным пунктом обороны немцев в низовьях реки Десна. 21 сентября 1943 года. № 20.
- За овладение штурмом городом и крепостью Торунь (Торн) — важным узлом коммуникаций и мощным опорным пунктом обороны немцев на реке Висла. 1 февраля 1945 года. № 268.
- За овладение городами Хойнице (Конитц) и Тухоля (Тухель) — крупными узлами коммуникаций и сильными опорными пунктами обороны немцев в западной части Польши. 15 февраля 1945 года. № 280.
- За овладение овладели городами Бытув (Бютов) и Косьцежина (Берент) — важными узлами железных и шоссейных дорог и сильными опорными пунктами обороны немцев на путях к Данцигу. 8 марта 1945 года. № 296.
- За овладение штурмом городом Гдыня — важной военно-морской базой и крупным портом на Балтийском море. 28 марта 1945 года. № 313.
- За овладение городом и крепостью Гданьск (Данциг) — важнейшим портом и первоклассной военно-морской базой немцев на Балтийском море. 30 марта 1945 года. № 319.
- За форсирование восточного и западного Одера южнее Штеттина, прорыв сильно укрепленную оборону немцев на западном берегу Одера и овладение главным городом Померании и крупным морским портом Штеттин, а также занятие городов Гартц, Пенкун, Казеков, Шведт. 26 апреля 1945 года. № 344.
- За овладение городами и важными узлами дорог Анклам, Фридланд, Нойбранденбург, Лихен и вступили на территорию провинции Мекленбург. 29 апреля 1945 года. № 351.
- За овладение городами Штральзунд, Гриммен, Деммин, Мальхин, Варен, Везенберг — важными узлами дорог и сильными опорными пунктами обороны немцев. 1 мая 1945 года. № 354.
- За овладение городами Росток, Варнемюнде — крупными портами и важными военно-морскими базами немцев на Балтийском море и овладение городами Рибнитц, Марлов, Лааге, Тетерев, Миров. 2 мая 1945 года. № 358.
- За овладение городами Барт, Бад-Доберан, Нойбуков, Варин, Виттенберге и за соединение на линии Висмар — Виттенберге с союзными нам английскими войсками. 3 мая 1945 года. № 360.

## Память
- На могиле установлен надгробный памятник.
- Имя воина увековечено в Главном Храме Вооружённых сил России, и навсегда запечатлено на мемориале «Дорога памяти» [13]